# إنتاج البيرة من الخبز
على الرغم من أن معظم أنواع البيرة تُخمّر باستخدام حبوب زراعية خصوص الشعير النابت الذي يعتبر مصدراً للسكريات النشوية، إلا أنه يمكن صنعه من الخبز. ومن ذلك إنتاج مشروبات ساهتي في فنلندا، وكفاس في روسيا وأوكرانيا، وأيضاً بيرة البوظة في مصر والسودان.
في العديد من الدول، تصنع البيرة من الخبز المحمص "Toast Ale" من من بقايا الخبز الفائض الجهات التجارية المزودة للخبز كجزء من حملة تقليل  إهدار الطعام.